# Jean-Pierre Monseré
Jean-Pierre "Jempi" Monseré (8 de setembro de 1948 — 15 de março de 1971) foi um ciclista belga que morreu enquanto campeão mundial. Sempre competiu pela equipe Flandria.

## Carreira
Competiu como representante de seu país nos Jogos Olímpicos da Cidade do México 1968 na prova de estrada individual, terminando em sexto lugar.
Monseré foi um talentoso amador que se tornou profissional pela equipe Flandria em 1969. Venceu o Giro di Lombardia naquele ano. Um ano depois, tornou-se campeão belga no omnium em pista e no dia 16 de agosto de 1970, venceu o Campeonato Mundial UCI em Leicester, Inglaterra. Foi o segundo mais jovem campeão mundial depois de outro belga, Karel Kaers. Em 1971 tornou-se novamente campeão belga, desta vez no madison em pista.
No dia 15 de março de 1971, Monseré competiu no Grande Prêmio de Retie (Grote Jaarmarktprijs in Retie). Na estrada de Lille a Gierle, ele colidiu com um carro dirigido no percurso da prova e morreu no local, aos 22 anos de idade. Um monumento está agora no local. Em uma ironia cruel do destino, em 1976, filho de sete anos de Monseré, Giovanni, morreu após o impacto com um carro, enquanto andava em sua bicicleta de corrida, dado a ele na sua primeira comunhão por outro campeão mundial, Freddy Maertens.
Jean-Pierre Monseré é lembrado a cada setembro com um troféu de cicloturismo, o Grote Herdenkingsprijs Monseré, organizado pelo Retiese Wielerclub 'De Zonnestraal'. Medalhas de Jempi Monseré estão no museu nacional do ciclismo belga em Roeselare.